# Нове Место (Братислава)
Нове Место (слч. Nové Mesto) је градска четврт Братиславе, у округу Братислава III, у Братиславском крају, Словачка Република.

## Становништво
Према подацима о броју становника из 2011. године градско насеље је имало 36.526 становника.